# Будинок апеляційного суду міста Києва
Буди́нок апеляці́йного су́ду міста Києва — 27-поверховий хмарочос у Києві. Будувався в 1978—2006 роках. Висота — 127 метрів. Був найвищим в Україні будинком протягом 2006—2007 років, а також лишається найвищою адміністративною будівлею в  Україні.

## Історія будівництва
У 1970-тих роках, на Солом'янській площі було вирішено будувати обчислювальний центр «Дніпроводгоспу» (також будівля була відома як «Міністерство меліорації УРСР»), таке рішення прийняли після початку спорудження каналу Дунай— Дніпро.
Під забудову було виділено частину Солом'янського кладовища, заснованого у 1886 році. Архітекторами «першого проекту» споруди були В. А. і А. В. Жукови.
У 1978 році розпочалось будівництво. У зв'язку з малим досвідом у висотному будівництві, у проекті були допущені архітектурні помилки, через які вона почала хилитися. З початком у 1985 році «перебудови», будівництво заморозили.
Недобудована будівля почала міняти свого власника, за 1984—1998 роки хмарочос приймали на баланс дев'ять різних організацій, котрі зіштовхувалися з різними проблемами. В 1998 році будинок перейшов у комунальну власність Києва. В недобудованому вигляді споруда мала 121 метр і 24 поверхи.
За цей час київські екстремали використовували висотку для бейс-джампінгу.
Вже у 2004 почалась повна реконструкція будівлі, чотири верхні поверхи демонтували, натомість збудували п'ять нових. Було демонтовано 5000 тонн залізобетону навісних конструкцій. Каркас був реставрований і зміцнений.
Реконструкцією зайнялась компанія «ЗАО Гіпрогромадпромбуд» (архітектори: Гальченко В. А. і Цвєтков А. В.; конструктори: Пан А. А. і Кірічок В. В.)
Будівля «підросла» з 121 до 127 метрів. Також з'явилися два підземні поверхи і дворівневий паркінг. На даху побудували вертолітний майданчик. Завершилась реконструкція у 2008 році, тоді ж в будівлі оселився Апеляційний суд міста Києва.
За 28 років будівництва, в споруді по різним причинам загинуло 10 чоловік. Люди асоціюють ці події з Солом'янським кладовищем, зокрема, з могилами загиблих у Першій світовій війні, які знаходилися на цьому місці.
У 2018-му на будівлю було встановлено нове освітлення у кольорах Українського прапору.

## Цікаві факти
- Хмарочос поділено на три автономних блока, оснащено найпотужнішими в Києві автономними газовими котельнями.

- Всього в будівлі 6 ліфтів: 5 звичайних, пожежний і судовий ліфт — для транспортування підсудних.

- Площа будівлі 98,930 м²

- Загальна корисна площа поверхів становить 31,500 м².

- На добудову та реконструкцію хмарочоса в 2004—2006 роках, використали мінімальну для цього суму — 20 000 000 грн.[6]
- Матеріал фасаду: алюмінієві композитні панелі Alpolic.
- Будівля з'являлась у  музичному кліпі «Серденько» на однойменну пісню українського співака Олександра Пономарьова.[7][первинне джерело]

## Галерея споруди з різних ракурсів

вид на будинок у зв'язку з комплексом Солом'янської площі
вид з центру Солом'янської площі